# Gletscherlauf

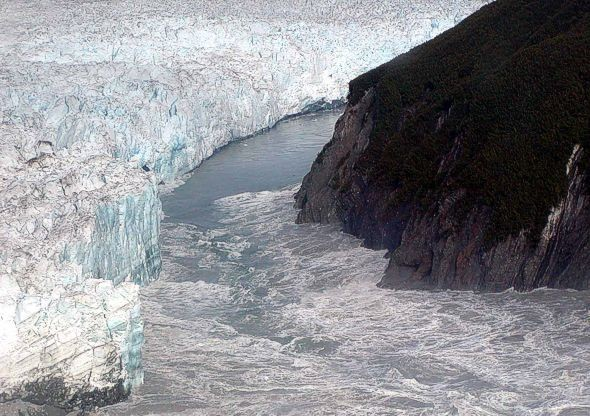
Der Bruch des Hubbard-Gletschers

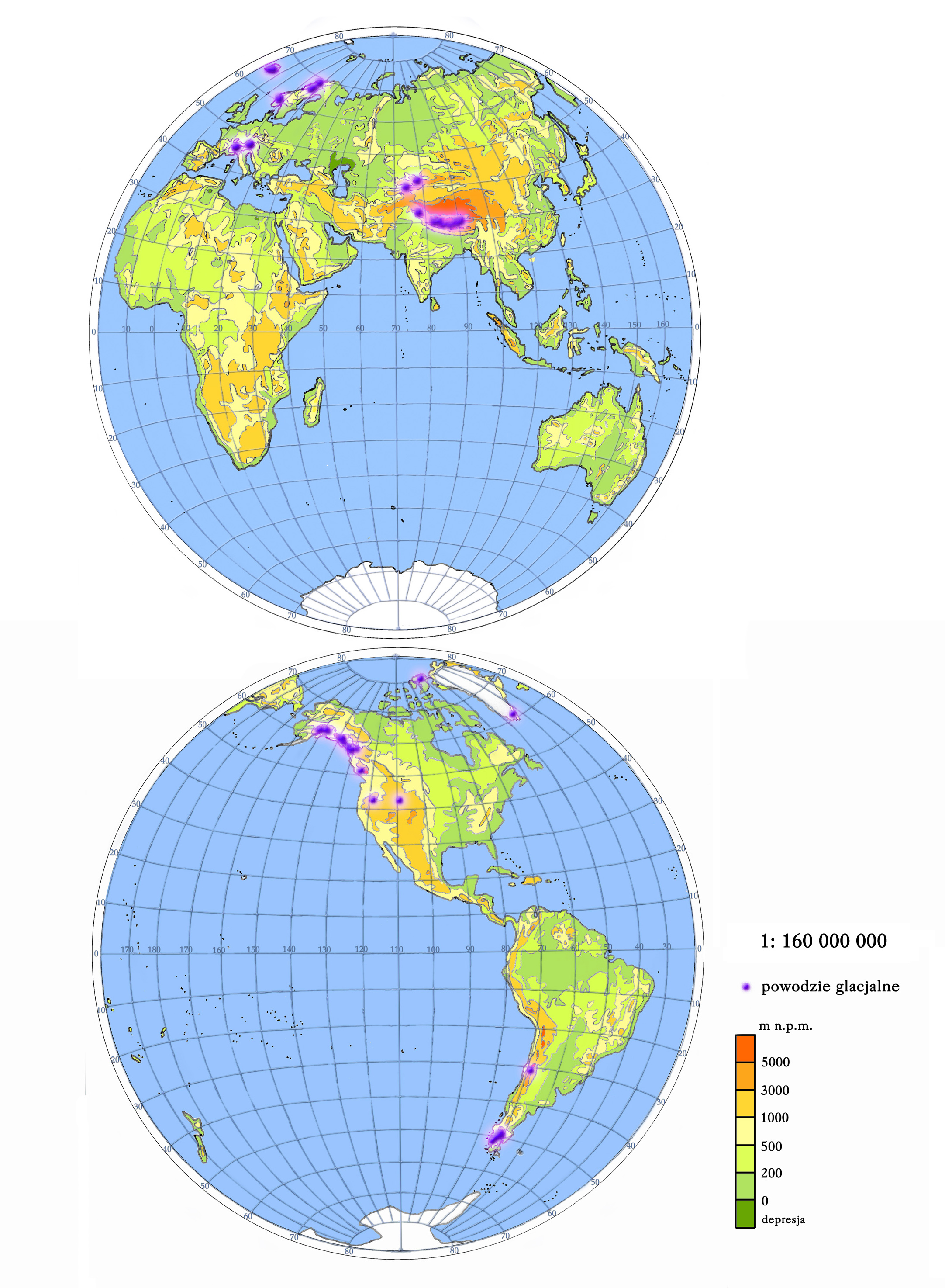
Weltkarte: Übersicht über Orte von Gletscherläufen

Als Gletscherlauf (veraltet: Gletscherseeausbrüche) bezeichnet man das plötzliche durch natürliche Vorgänge hervorgerufene Entleeren eines unter, neben oder vor einem Gletscher befindlichen Sees in Form von Flutwellen.

## Begriff
Der Begriff Gletscherlauf ist eine wörtliche Übersetzung des isländischen Begriffs jökulhlaup. Isl. jökull bedeutet im Deutschen Gletscher, isl. hlaup bedeutet Lauf; Gerinnsel. Dieser Begriff ist in Island sehr geläufig, da man v. a. im Süden des Landes zahlreiche, oft katastrophale Gletscherläufe erlebt hat, die dort von unter Gletschern gelegenen Vulkanen ausgelöst wurden.

## Entstehungsformen

### Vulkangegenden
In vulkanischen Gegenden entstehen Gletscherläufe entweder durch stetiges Auftauen des Gletschers über einem Hochtemperaturgebiet oder wenn ein von einem Gletscher bedeckter Vulkan ausbricht.
Unter Gletschern gelegene Hochtemperaturgebiete schmelzen kontinuierlich den über ihnen befindlichen Gletscher ab. Das Wasser sammelt sich in Becken oder auch in Blasenform an. Wenn sein Volumen eine bestimmte Grenze übersteigt, durchbricht es die Eisbarriere davor und eine meist nicht sehr bedeutende Flutwelle ergießt sich in regelmäßigen Abständen durch niedriggelegene Täler bis ins Meer, z. B. etwa alle 2 bis 3 Jahre im Fluss Skaftá in Island, wobei etwa Flussraten von 2.000 bis 5.000 m³/s produziert werden, ebenso wie von regelmäßigen Auftauvorgängen über dem Geothermalgebiet der Grímsvötn alle 4 bis 5 Jahre.
Viel bedeutender und unberechenbarer sind dagegen die durch Vulkanausbrüche entstandenen Gletscherläufe.
Durch die Wärme des Ausbruches schmilzt ein Teil der Eiskappe über dem Vulkan. Das Wasser sammelt sich oftmals in einem See unter der nun dünneren Eisdecke. Durchbricht die aus Wasser, Eisstücken diverser Größenordnung und Sedimenten bestehende Flutwelle die vorgelagerte Eisbarriere, entleert sich der See in kurzer Zeit und die Fluten ergießen sich über tiefer gelegene Täler und Ebenen ins Meer.
Das Gletscherwasser läuft dabei durch Tunnel unter der Eisdecke ab oder es verteilt sich unter dem Eis auf bedeutendere Flächen, bis es dann an den Rändern des Gletschers ins Freie tritt. Der genaue Verlauf wird mit beeinflusst durch Faktoren wie Eisdicke, Hangneigung und Wassertemperatur.
Das Phänomen ähnelt den Laharen bei nicht von Eis bedeckten Oberflächen von Vulkanen.

### Nichtvulkanische Ursachen
Der Begriff wird auch für andere Überflutungsereignisse, die im Zusammenhang mit Gletschern stehen, verwendet, etwa wenn eine Endmoräne den aufgestauten Wassermassen nicht mehr standhält, oder wenn das Eis das Entleeren eines an den Gletscher angrenzenden Sees verhindert und durch den Wasserdruck bricht.
Ein Beispiel wäre etwa der 2002 erfolgte Bruch des Hubbard-Gletschers, der den Russell-Fjord von der Disenchantment Bay abgeschnitten hatte. Dies war der bis dahin zweitgrößte von Menschen dokumentierte Gletscherlauf. Ein weiteres Beispiel sind die regelmäßigen Entleerungen der Gletscherseen am Tulsequah-Gletschers in British Columbia, Kanada.

## Beispiele (vulkanische Ursachen)

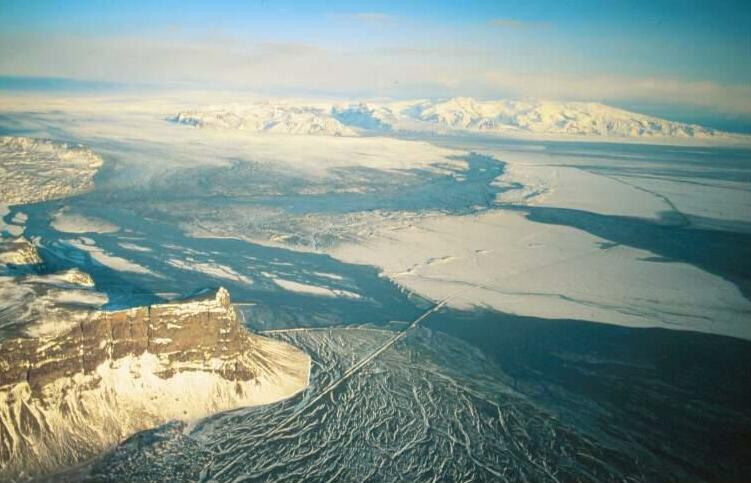
Gletscherlauf auf dem Skeiðarársandur 1996

### Südisland
Der letzte große Gletscherlauf ereignete sich 1996 am Fluss Skeiðará wegen eines Ausbruchs im Vulkansystem der Grímsvötn. Der 10 km vom Zentralvulkan entfernte Vulkan Gjálp war im Oktober ausgebrochen und hatte viel Eis geschmolzen. Das Schmelzwasser floss in die unterhalb gelegenen subglazialen Seen Grímsvötn, die sich über dem Zentralvulkan selbst befinden.
Man hatte den Wasserstand der Grímsvötn-Seen genau gemessen und so konnte man den Zeitpunkt der Flutung darunter gelegener Ebenen relativ genau voraussagen. Die über diese Ebenen verlaufende südliche Ost-West-Verkehrsverbindung, die Ringstraße 1, konnte rechtzeitig gesperrt werden, so dass keine Menschen zu Schaden kamen. Der Gletscherlauf von 1996 erreichte immerhin eine Flussrate von bis zu 45.000 m³ Wasser pro Sekunde (das ist mehr als der durchschnittliche Abfluss des zweitwasserreichsten Flusses der Erde, dem Kongo) und riss Teile der Ringstraße sowie eine Brücke mit sich fort. Bis zu 10 m hohe Eisblöcke wurden mittransportiert und lagen nach dem Ende des Gletscherlaufes in der Sanderebene Skeiðarársandur.
Ebenfalls für seine Gletscherläufe bekannt ist der im äußersten Süden Islands gelegene Gletscher Mýrdalsjökull mit dem darunter befindlichen Vulkan Katla. Er wird kontinuierlich überwacht. In der wissenschaftlichen Literatur ist der Begriff Jökullaup für Gletscherlauf üblich (Jökul = isländisch für Gletscher).

### Andere Erdteile
In allen Gegenden, wo Vulkanismus und Gletscher aufeinandertreffen, gibt es auch die Gefahr von Gletscherläufen, z. B. auch in Alaska, Neuseeland, Chile, auf der Kamtschatka-Halbinsel usw.

### Zum Begriff
- Glacial Outburst Floods, Univ. of Colorado (Zu Gletscherläufen, v.A. am Mt. Rainier) (englisch)
- Glacial Lakes and Glacial Lake Outburst Floods in Nepal. - International Centre for Integrated Mountain Development, Kathmandu, March 2011

### Weitere Literatur
- The Gjálp eruption in Vatnajökull - 13/10/1996, Inst. of Earth Sciences, Univ. of Iceland (Zum Ausbruch im Gjálp 1996)  (englisch)
- A. Dussaillant, e.a.: Repeated glacial outburst floods in Patagonia: an increasing hasard? 2009 (Gletscherläufe und Risiken in Chile) Paper, A. Dussaillant, e.a.: Repeated glacial outburst floods in Patagonia: an increasing hasard? 2009 (Gletscherläufe und Risiken in Chile) (PDF) (englisch)
- V. Manville, e.a.: Paleohydrology and sedimentology of a post–1.8 ka breakout flood from intracaldera Lake Taupo, North Island, New Zealand, The Geological Society of America Bulletin, v. 111, no. 10, S. 1435–1447; doi:10.1130/0016-7606(1999)111<1435:PASOAP>2.3.CO;2 (Ähnliches Ereignis: Flut aus einem Calderensee und Eruptionen von Lake Taupo, Neuseeland) (englisch)
- Outburst floods at Tulsequah Glacier, British Columbia, Forest Notes, Extention Note #43, Dec. 2000 (Zu Gletscherläufen in British Columbia, Canada) (PDF-Datei; 402 kB) (englisch)
- Samjwal R. Bachracharya, e.a.: Glaciers, glacial lakes and glacial lake outburst floods in the Mt. Everest region, Nepal, Annals of Glaciology, 50 (53), 2009 (Zu Gletscherläufen in der Mt. Everest-Region) (PDF-Datei) (englisch)
- Bergur Einarsson: Jökulhlaups in Skaftá. A study of jökulhlaup from the Western Skaftá cauldron in the Vatnajökull icecap, Iceland. Veðurstofa Íslands, Skyrsla, VÍ 2009-006 (PDF-Datei; 5,9 MB) (isländisch/englisch)
- Forschungsunfall: Bohrloch im Eis verursacht Flut – Warum laufen manche Gletscher zuweilen plötzlich über? Forscher haben das Rätsel nun unabsichtlich gelöst. Spektrum, 18. November 2020.

### Bilder und Videos
- Explications and photos re. the a.m. eruption in 1996, Univ. of Iceland  (englisch)
- Video, Skaftárhlaup 2015, RÚV vom 4. Oktober 2015 (isländisch)
- Gletscherlauf aus dem Eyjafjallajökull während der Eruption von 2010 (Video). - Jarðfræðafélag Íslands. Fróðlegt. (unten)